# Air Wonder Stories

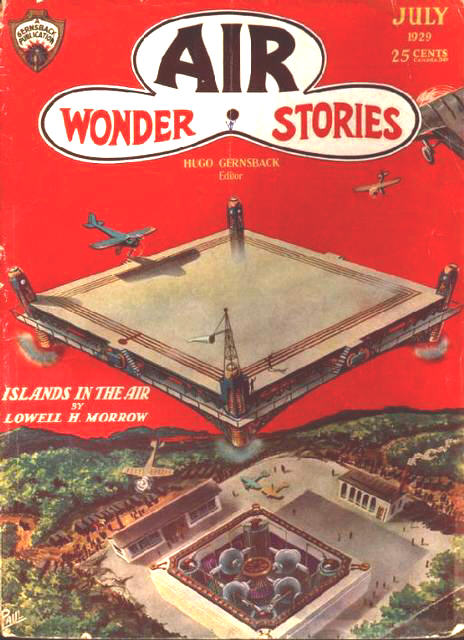
Первый номер «Air Wonder Stories» (июль 1929 года)

«Air Wonder Stories» — один из научно-фантастических журналов, основанных Хьюго Гернсбеком после банкротства его Experimenter Publishing Company и утраты им контроля над журналом «Amazing Stories». В отличие от других фантастических журналов того времени, этот проект был узкотематическим и предназначался для публикации фантастических произведений о полётах в атмосфере и (реже) за её пределами.
Первый номер «Air Wonder Stories» вышел в июле 1929 года. Издателем его значилась новая издательская компания Гернсбека Stellar Publishing Corporation, а редактором — сам Гернсбек; однако реально всю редакторскую работу для журнала выполнял Дэвид Лассер.
Среди заметных авторов, публиковавшихся в журнале, были Эдмонд Гамильтон, Джек Уильямсон, Джордж Аллан Инглэнд, Дэвид Г. Келлер, Харл Винсент, Эд Эрл Рипп, Ллойд Артур Эшбах. В каждом номере публиковалась редакционная статья Хьюго Гернсбека.
Специфическая «воздухоплавательная» тематика журнала была обусловлена огромной популярностью «авиационных» журналов — «Air Stories», «War Birds» и других, в которых печатались в основном рассказы о приключениях лётчиков во время мировой войны (в том числе и содержащие элементы фантастики). Для сугубо фантастического издания тема, однако, оказалась узковата, и в 1930 году «Air Wonder Stories» был слит с «Science Wonder Stories» в один журнал «Wonder Stories».

## Информационная сводка
- Издатель: Stellar Publishing Corporation
- Редакция:
  - Хьюго Гернсбек — главный редактор
  - Дэвид Лассер — литературный редактор (июль 1929 - февраль 1930), выпускающий редактор (март - май 1930)
  - А. Л. Файрст — помощник редактора (февраль - март 1930)
  - М. Э. Дэйм — помощник редактора (апрель - май 1930)
  - Чарлз П. Мэйсон — помощник редактора (февраль - май 1930)
  - Фрэнк Р. Пауль — художественный редактор
- Периодичность: ежемесячный
- Первый номер: июль 1929 года
- Последний номер: май 1930 года
- Всего номеров: 11
- Формат: 8½ х 11¾ дюйма (bedsheet)
- Страниц в номере: 96
- Цена: 25¢
- Автор обложек: Фрэнк Р. Пауль
- Авторы внутренних иллюстраций: Фрэнк Р. Пауль, а также Jno Ruger, Leonard, Lumen Winter, S. Strother и анонимы